# 箕伯
箕伯，妫姓，舜的后裔，陈国與田齊的祖先。
前539年，齊國重臣晏婴出使晋国，与叔向交谈，晏婴认为陳釐子尽得人心，齐国将属于陈氏，箕伯、直柄、虞遂、伯戏这四位陈国祖先已与胡公满、太姬的靈魂都在齐国了。